# Samsung Galaxy M20
Samsung Galaxy M20, výrobek korejských Samsung Electronics, je chytrý telefon nižší střední třídy poháněný Androidem. Představitel poslední modelové řady M je vybaven duálním fotoaparátem.
Spolu s chudší příbuznou Galaxií M10 byl model představen 28. ledna 2019 v Indii, kde se začal prodávat 5. února 2019. Následně mají obě „emka“ proniknout na dalších trhy. V Česku, jakožto i na Slovensku bude v on-line prodeji jen typ M20. Jeho silné rivaly představují Xiaomi Redmi Note 7 a Realme U1.

## Parametry

### Hardware
Em-dvacítka pod kapotou ukrývá System on a chip (SoC; česky počítač na čipu) Samsung Exynos 7904 Octa (14nm proces), sestávající mj. z dvojice výkonných jader ARM Cortex-A73 à 1,8 GHz, šestice úsporných ARMů Cortex-A53 na 1,6 GHz, grafického akcelerátoru Mali-G71 MP2, 3 nebo 4 GiB RAM a 32 anebo 64 GiB vnitřního úložiště (rozšiřitelné do 512 GiB via microSD).
Přístroj pojme až dvě NanoSIM karty a energii mu dodává baterie: Ta má kapacitu 5 000 mAh a nejde vyjmout. Barevné provedení je oceánsky modré a matně černé.
Optickou chloubou je vzadu umístěný duální fotoaparát s ultraširokoúhlým objektivem. Primární fotoaparát má 13megapixelů a světelnost f/1,9, ultraširokoúhlý sekundární pak 5 Mpixelů, světelnost f/2,2 a úhel záběru 120°. Vpředu, v horním středovém klínovitém výřezu displeje, je lokalizován „selfie“ [ˈselfi] fotopřístroj s 8 Mpixely.
Ozvučení telefonu s certifikací Dolby Atmos zajišťuje repro, resp. 3,5mm audio jack [džæk].

### Software
Operačním systémem je Android 8.1 Oreo s grafickou nadstavbou Samsung Experience 9.5.